# Justine Bateman
Justine Tanya Bateman (født 19. februar 1966) er en amerikansk skuespillerinde, forfatter og producer. Hun er bedst kendt for sin faste rolle som Mallory Keaton i den amerikanske sitcom Blomsterbørns børn (fra 1982 til 1989). Hun driver et produktions- og konsulentfirma  Section 5.

## Opvækst
Bateman blev født i Rye, New York, som datter af Victoria, en stewardesse og Kent Bateman, en skuespilsvejleder, film- og tv-forfatter/instruktør og skaberen af repertoireteater i Hollywood. Hendes yngre bror er skuespilleren Jason Bateman. Hun gik på Taft High School i Woodland Hills, California, og hun dimitterede i 1984. [kilde mangler]